# Dateline Titanic
Dateline Titanic es videojuego de aventura de texto de 1982 desarrollado y publicado por SoftSide Publications para Apple II, Atari 8-bit, TRS-80. Es la duodécima entrega de la serie Softside Adventure of the Month.

## Jugabilidad
Eres el capitán del lujoso barco Titanic. Durante su viaje inaugural, chocas contra un iceberg gigante. Tu objetivo es rescatar al mayor número posible de personas en los botes salvavidas del barco, así como salvar todos los objetos de valor que puedas encontrar. El juego consta de muchas salas cerradas con llave en la cubierta principal del barco, en la mayoría de las cuales hay un pasajero asustado. El jugador debe encontrar las llaves de todas las puertas cerradas y convencer a los asustados pasajeros para que se unan a ellos en un bote salvavidas. Entre los pasajeros se encuentran una niña asustada, la señora Vanderbilt, una persona que habla chino, una bibliotecaria, una señora con el dedo del pie atrapado en la bañera, un camarero, una mujer borracha, una mujer enojada, un bebé, un camarero dormido, una mujer sorda y varios pasajeros frenéticos. Si el jugador intenta poner demasiados pasajeros en un barco, éste cantará y el jugador perderá puntos para todas las personas en el barco. Finalmente, el jugador debe localizar varios artículos de lujo costosos para lograr la puntuación máxima y subir al último bote salvavidas que lo espera. El jugador recibe puntos por cada pasajero salvado y artículo encontrado, para una puntuación total de 3175.
Todos los comandos se realizan a través de entradas de verbos sustantivos de dos palabras y el juego contiene varios acertijos de objetos. Hay una función para guardar y restaurar.